# Canton de Surtainville
Le canton de Surtainville est une ancienne circonscription administrative française, située dans le département de la Manche en région Basse-Normandie.